# Валтер без Земље
Валтер без Земље (Готје Гоља) био је један од вођа сељачког крсташког рата.

## Сељачки крсташки рат
Валтер је био господар Боаси санс Авоара. Успео је да у Француској сакупи приближно исти број војника као Петар Пустињак (око 10.000 људи), али само пешадије. Био је искрени верски фанатик који је успео да дисциплинује своју армију, тако да није познато много случајева да је његова војска пљачкала и убијала. Због тога му је угарски краљ без већих проблема дозволио да прође са војском преко његове земље дајући му уз то да по малим ценама војску снабдева храном.
Након преласка Саве крсташи су ушли у Бугарску, али ту су већ наишли на прве проблеме. Византијски службеник који је столовао у Нишу није знао о каквој се армији ради тако да им није дозволио куповину намирница. У Београду је шездесетак крсташа било нападнуто и онда у некој цркви сви су живи спаљени. Валтер је имао довољно памети да не започиње сукобе него да убрзаним маршом настави до Ниша. Тамо га је 18. јуна византијски службеник Никита лепо примио и чак му надокнадио губитке. Даљи пут до Цариграда је прошао без већих проблема. Захваљујући дисциплини Волтерове војске, она је пред Цариград стигла у сасвим добром стању.
Византијски цар Алексије пребацио је Валтерове крсташе преко Босфора. Валтер је погинуо у сукобу са султаном Селџука Килиџом Арсланом. Наводно је погођен са седам стрела у бици 21. октобра 1096. године.